# Liolaemus saxatilis
Liolaemus saxatilis este o specie de șopârle din genul Liolaemus, familia Tropiduridae, descrisă de Avila și José Miguel Cei în anul 1992. Conform Catalogue of Life specia Liolaemus saxatilis nu are subspecii cunoscute.